# 艾瑪·阿拉穆丁
艾瑪·拉姆茲·阿拉穆丁（英語：Amal Ramzi Alamuddin，1978年2月3日—）是英國及黎巴嫩的律師、社會活動家及作家。她在Doughty Street Chambers中擔任大律師，專業為國際法、刑法，人權法及引渡法。阿拉穆丁的知名客人包括：維基解密創辦人朱利安·阿桑奇及前烏克蘭總理尤莉婭·弗拉基米羅芙娜·季莫申科。

## 生平
阿拉穆丁來自一個黎巴嫩的書香世家，但在兩歲時因要逃避戰亂而和家人搬往英國的白金汉郡。她母親是黎巴嫩有名的記者，父親是已退休的教授及作家。阿拉穆丁是家中長女。她在牛津大学圣休学院修讀法律，並獲得獎學金，最後在纽约大学法学院獲得碩士學位。她能說流利的阿拉伯語、英語及法語。
2014年4月28日，阿拉穆丁和美國男影星乔治·克鲁尼訂婚。并于同年9月29号与其在威尼斯结婚。2017年6月初兩人迎來龍鳳胎雙胞胎。
2021 年 9 月，國際刑事法院 (ICC) 任命阿邁勒·克魯尼 (Amal Clooney) 為蘇丹達爾富爾衝突問題特別顧問。